# Ora Pacificului
     Pacific Time Zone
     Zona orei Pacificului

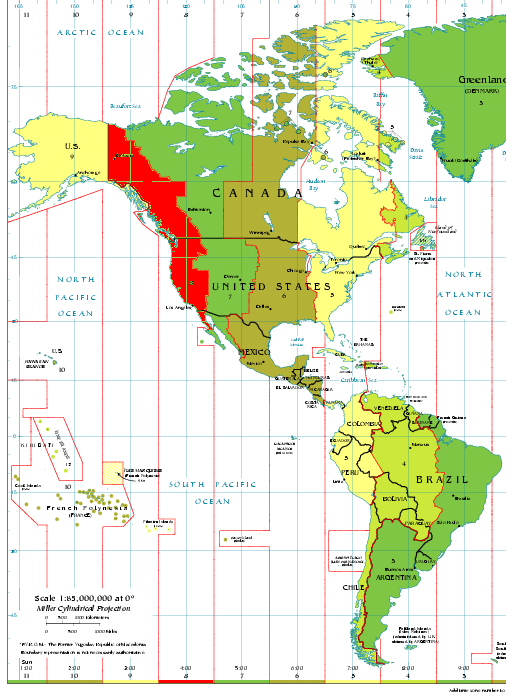
Pacific Time Zone
Zona orei Pacificului

Ora Pacificului sau zona Pacific este o zonă geografică din America de Nord în care se folosește timpul standard prin substragerea a opt ore din ora universală coordonată (UTC-8). Timpul orar al acestei zone se bazează pe timpul solar al meridianului 120 vest față de observatorul Greenwich. În perioada orei de vară, timpul său efectiv este UTC-7.
În Statele Unite și Canada, acest fus orar se cheamă de obicei Pacific Time (abreviat la PT). Specific, denumirea corectă este Pacific Standard Time (sau PST), în timpul folosirii orei de iarnă și Pacific Daylight Time (sau PDT), în timpul folosirii orei de vară. Cea mai mare parte a Canadei folosește ora de vară. În Mexic, fusul orar UTC-8 este cunocut sub numele de zona de nord-vest (în spaniolă, zona noroeste), care fusese anterior sincronizat cu ora de vară a Pacificului folosită în Canada și Statele Unite.
Timpul acestei zone este cu o oră înainte de ora Alaskăi, cu o oră în urma zonei orare montane și cu trei ore în urma zonei estice.

## Canada
În Canada, zona Pacific include întreaga provincie Columbia Britanică (cu excepția zonei drumului național Highway 95 și porțiuni de-a lungul acestuia (localitățile Fort Saint John, Dawson Creek și Creston), întregul teritoriu Yukon, precum și Tungsten din Teritoriile de Nordvest.

## Mexic
În Mexic, statul Baja California este complet în interiorul zonei PST, respectiv doar o mică parte a restului țării este în zona Pacificului. Doar partea cea mai de vest a insulelor Revillagigedo, insula Clarion (din statul Colima), observă ora Pacificului.

## Statele Unite ale Americii
Următoarele state sau porțiuni ale acestora sunt parte a Pacific Time Zone,
- California
- Washington
- Oregon – în întregime, cu excepția a trei sferturi din nordul comitatullui Malheur, aflat la granița cu statul Idaho (linia de separare pornește din colțul de sud-vest al cantonului (township 35 S, range 37 E) fiind pe linia de latitudine de circa 42.4507448 N)
- Nevada– în întregime, cu excepția localității West Wendover (aflată lângă statul  Utah), care este în zona zona orară montană, respectiv a localității Jackpot (aflată lângă statul  Idaho), care este "neoficial" în aceeași Mountain Time Zone
- Idaho – doar jumătatea sa nordică, la nord de Salmon River

Statul  Arizona, deși este în zona zona orară montană, nu schimbă ora între cea de vară și cea de iarnă din motive de eficiență economică. Nu folosește ora de vară cu excepția zonei Navajo Nation, din comitatul omonim, Navajo. Deși teoretic este în zona zona orară montană, în pracitcă folosește ora Pacificului între mijlocul lui martie și începutul lui noiembrie.

## Fus orar de vară
În timpul lunilor de vară cea mai mare parte a statului Arizona, care se găsește în zona orară montană, dar nu aplică ora de vară, este în același timp precum sunt statele vecine din vest, care aplică ora de vară a Pacificului.
În timpul anului 2006, timpul local (PST, UTC-8) a fost schimbat cu PDT (UTC-7), din ora locală 02:00 în ora locală 03:00 în prima zi de duminică  a lunii aprilie, pentru a se reîntoarce de la ora locală 02:00 la orele 01:00 în ultima noapte de sâmbătă spre duminică din octombrie.

## Cele mai mari orașe
Estimativ, populația întregii zone orare este în jurul a 53 de milioane de oameni (populația totală a statelor Washington, Oregon, Nevada, California, Baja California, Columbia Britanică și a teritoriului Yukon).
peste 1 000 000 de locuitori
- Los Angeles, California, SUA
- San Diego, California, SUA
- San Jose, California, SUA
- Tijuana, Baja California, Mexic

peste 700 000 de locuitori
- San Francisco, California, SUA
- Mexicali, Baja California, Mexic

peste 400 000 de locuitori
- Fresno, California, SUA
- Las Vegas, Nevada, SUA
- Long Beach, California, SUA
- Oakland, California, SUA
- Portland, Oregon, SUA
- Seattle, Washington, SUA
- Sacramento, California, SUA
- Surrey, British Columbia, Canada
- Vancouver, Columbia Britanică, Canada

peste 200 000 de rezidenți
- Ensenada, Baja California, Mexic
- Anaheim, California, SUA
- Bakersfield, California, SUA
- Burnaby, Columbia Britanică, Canada
- Fremont, California, SUA
- Glendale, California, SUA
- Henderson, Nevada, SUA
- Irvine, California, SUA
- Modesto, California, SUA
- Oxnard, California, SUA
- Reno, Nevada, SUA
- Riverside, California, SUA
- San Bernardino, California, SUA
- Santa Ana, California, SUA
- Spokane, Washington, SUA
- Stockton, California, SUA
- Tacoma, Washington, SUA